# Miguel Tejada
Miguel Odalis Tejada (nascido Tejeda, 25 de maio de 1974) é um ex-jogador dominicano de beisebol profissioal que atuou como shortstop em 16 temporadas pela Major League Baseball (MLB). Jogou por seis diferentes equipes, mais notadamente pelo  Oakland Athletics e Baltimore Orioles, antes de breves passagens por Houston Astros, San Diego Padres, San Francisco Giants e Kansas City Royals.
Tejada passou suas primeiras seis temporadas na MLB com os Athletics, onde começou uma sequência de 1.152 jogos consecutivos que terminou com os Orioles em 21 de junho de 2007. Foi convocado seis vezes para o All-Star Game e venceu duas vezes o prêmio Silver Slugger Award. Em 2002, venceu o prêmio de MVP da American League e foi o MVP do Jogo das Estrelas de 2005. O apelido de Tejada, é "La Guagua", que significa "o ônibus" em certos dialetos espanhóis, por sua habilidade de conseguir corridas impulsionadas.
Em 11 de fevereiro de 2009, ele se declarou culpado por perjúrio por mentir ao Congresso em seu depoimento sobre se Rafael Palmeiro mentiu sobre seu uso de esteróides. Em 17 de agosto de 2013, MLB suspendeu Tejada por 105 jogos por violar a política de drogas da liga. Foi a terceira suspensão não vitalícia mais longa já emitida pela MLB por violação de drogas.